# 桑德普·雷迪·凡加
桑德普·雷迪·凡加（英語：Sandeep Reddy Vanga，發音：[sˈændiːp ɹˈɛdi vˈæŋɡə]，1981年12月25日—），印度男導演、編劇及剪輯師，憑藉泰盧固語和印地語電影作品聞名。他的電影結合了黑暗的心理主題及複雜的人物，硬派且劇情衝突強烈。2017年以泰盧固語浪漫劇情片《亞俊·雷迪》首次擔任編導；該片口碑及票房雙收，使凡加贏得了外界認可。之後他將《亞俊·雷迪》翻拍成印地語版本——《癮情》，同樣獲得了成功。他的印地語動作片《獸性狂徒》（2023年）打破了多項票房紀錄，包括創下印度史上票房最高的A級電影，凡加的聲望更上一層樓。

## 早年
桑德普·雷迪·凡加出生於泰倫加納邦瓦朗加尔的泰盧固家庭。早年自當地的白金禧年高中（Platinum Jubilee High School）受教，達到學校的八級標準後搬到海得拉巴繼續求學。他獲得了物理治療學士學位。後來，他在澳洲雪梨的一所國際電影學校學習電影製作。

## 私生活
凡加的妻子名為瑪妮莎·雷迪（Manisha Reddy）。2014年，夫妻獲得了一女一子。凡加表示，他以首部電影作品主角的名字為兒子命名為亞俊·雷迪（Arjun Reddy）。

## 作品列表
| 年份 | 標題          | 職位 | 職位 | 職位   | 語言     | 附註                |
| 年份 | 標題          | 導演 | 編劇 | 剪輯師 | 語言     | 附註                |
| ---- | ------------- | ---- | ---- | ------ | -------- | ------------------- |
| 2017 | 《亞俊·雷迪》 | 是   | 是   | 否     | 泰盧固語 |                     |
| 2019 | 《癮情》      | 是   | 是   | 是     | 印地語   | 翻拍自《亞俊·雷迪》 |
| 2023 | 《獸性狂徒》  | 是   | 是   | 是     | 印地語   |                     |

演員
| 年份 | 標題                  | 角色            | 附註        |
| ---- | --------------------- | --------------- | ----------- |
| 2017 | 《亞俊·雷迪》         | 旁白            |             |
| 2018 | 《一代名伶》          | 維丹當·拉加瓦亞 |             |
| 2023 | 《與NBK一起勢不可擋》 | 他自己          | 脫口秀；1集 |

## 外部連結
- 桑德普·雷迪·凡加在互联网电影资料库（IMDb）上的資料（英文）
- 桑德普·雷迪·凡加的X（前Twitter）
- 桑德普·雷迪·凡加的Instagram帳戶